# Johnson Oatman Jr.
Johnson Oatman Jr., född 1856 i New Jersey, död 1922 i Oklahoma, var en amerikansk metodistpastor som enligt uppgifter i Oscar Lövgrens Psalm och Sånglexikon har skrivit över 5 000 sånger och psalmer, varav den första publicerades 1892. Några av den har översatts till svenska.

## Psalmer
- Ingen lik Jesus i lust och smärta finns även med inledningsvarianten Ingen lik Jesus i fröjd och smärta
- När du kastas redlös kring på livets hav
- O du som reser mot himlens land
- På vägen uppåt skyndar jag
- Ser du himlen mörkna med refrängen Räkna Herrens gåvor en för en
- Skild från Gud i synden, världen